# Iwan Hoszowski

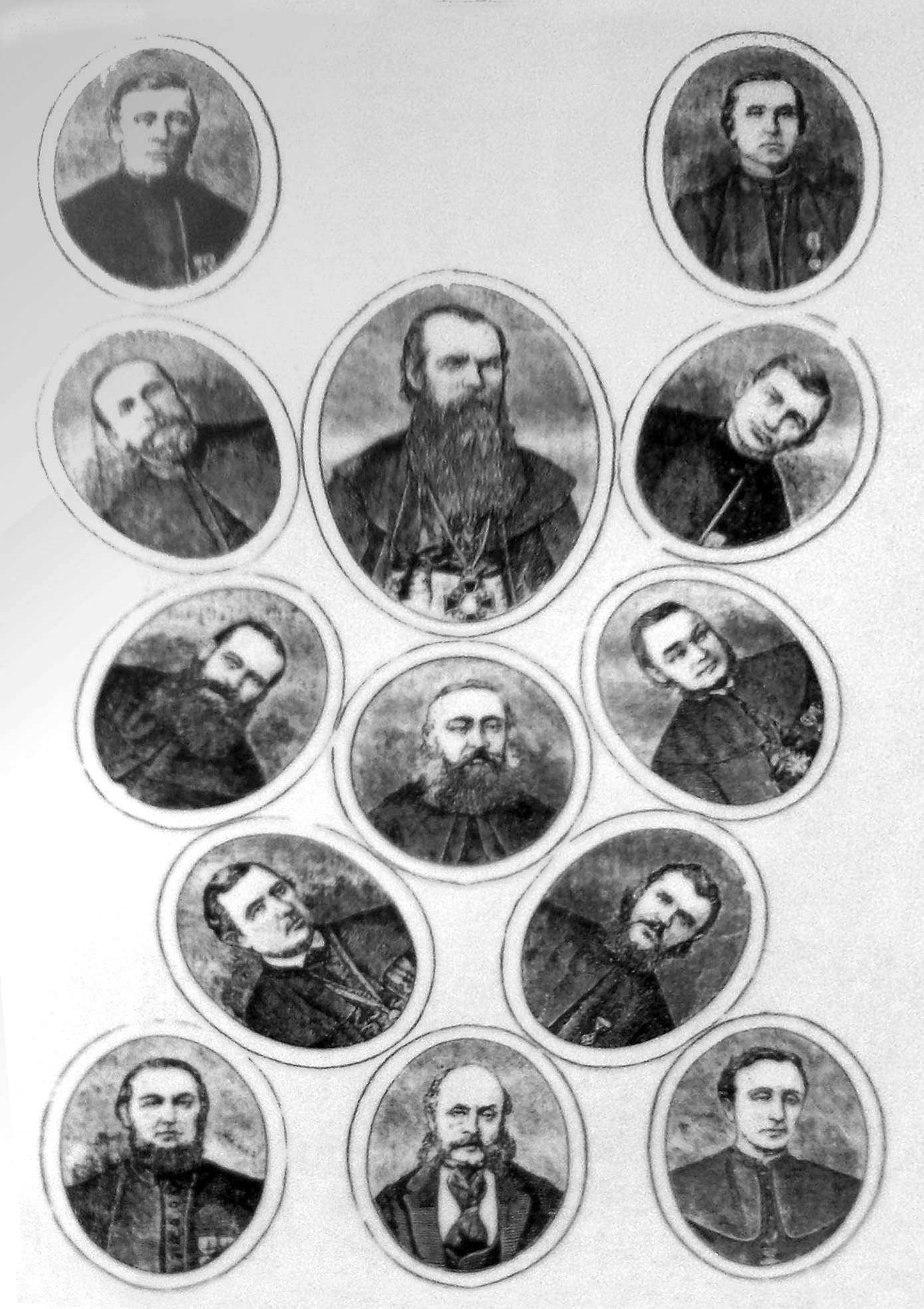
Duchowieństwo unickiej katedry chełmskiej przechodzące w 1875 na prawosławie. Iwan Hoszowski pierwszy z prawej w dolnym rzędzie

Iwan Hoszowski, od 1864 do 1906 posługiwał się zrusyfikowaną formą Goszowski (ur. 1833 w Galicji, zm. 1906 w Chełmie) – duchowny unicki, a następnie prawosławny, wieloletni protoprezbiter soboru Narodzenia Matki Bożej w Chełmie, jeden z głównych uczestników likwidacji unickiej diecezji chełmskiej.

## Życiorys
Był synem duchownego unickiego z Galicji. Ukończył gimnazjum klasyczne we Lwowie, po czym podjął studia na Akademii Górniczej, jednak po dwóch latach przerwał je z powodu choroby. W 1860 ukończył studia teologiczne na Uniwersytecie Lwowskim. W 1864 przyjął święcenia kapłańskie i w wymienionym roku został wikariuszem w jednej z parafii greckokatolickich w powiecie rohatyńskim. Następnie podjął pracę katechety w gimnazjum w Stanisławowie. Jeszcze w tym samym roku postanowił jednak opuścić Austro-Węgry i wyjechać do Imperium Rosyjskiego, by podjąć służbę duszpasterską w unickiej diecezji chełmskiej. Być może decyzję tę podjął z uwagi na swoje poglądy moskalofilskie, mógł również wyjechać z pobudek finansowych.
W Chełmie ks. Hoszowski (posługujący się odtąd zrusyfikowaną wersją nazwiska - Goszowski) został osobistym sekretarzem chełmskiego biskupa-nominata Jana Kalińskiego i pozostawał nim do zesłania Kalińskiego do Wiatki. Nowy biskup chełmski Mychajło Kuzemśkyj włączył ks. Hoszowskiego w poczet członków chełmskiego konsystorza unickiego jako radcę i referenta, a od 1871 - jako sekretarza konsystorza. W 1873 otrzymał godność protoprezbitera. W 1874 został również spowiednikiem seminarzystów chełmskich. Duchowny całkowicie popierał inspirowane przez administrację rosyjską działania na rzecz usuwania z obrządku unickiego elementów pochodzenia łacińskiego i przyjmowanie obrzędowości rosyjskiej, co miało przygotować likwidację unickiej diecezji chełmskiej i konwersję jej wiernych na prawosławie. W działaniach tych odegrał pierwszoplanową rolę, jako jeden z liderów galicyjskich duchownych działających na Chełmszczyźnie, o podobnych przekonaniach.
W 1875 przeszedł na prawosławie razem z pozostałymi duchownymi greckokatolickiej katedry w Chełmie (odtąd prawosławnego soboru). W tym samym roku został protoprezbiterem soboru Narodzenia Matki Bożej w Chełmie i pozostawał nim do śmierci w 1906. Pozostał członkiem zarządu duchownego prawosławnego wikariatu chełmskiego (następcy chełmskiego konsystorza unickiego). Równocześnie w latach 1876-1879 był kapelanem cerkwi Podwyższenia Krzyża Pańskiego przy rezydencji biskupiej w Chełmie i spowiednikiem biskupim. Działał ponadto w bractwach prawosławnych św. Mikołaja w Zamościu oraz Przenajświętszej Bogurodzicy w Chełmie. W drugiej z wymienionych organizacji od 1879 zasiadał w zarządzie, zaś w 1904 otrzymał członkostwo honorowe za szczególne zaangażowanie w prace organizacji. Należał również do Rosyjskiego Towarzystwa Dobroczynności (oddział lubelski, od 1876), Rosyjskiego Czerwonego Krzyża (oddział warszawski, od 1878) i do towarzystwa wspierającego biednych uczniów gimnazjum chełmskiego (od 1880).

## Rodzina
W momencie przyjmowania święceń kapłańskich był mężczyzną żonatym. Następnie owdowiał, nie miał biologicznych dzieci. Adoptował dwóch synów - Romana i Włodzimierza Gromadków.